# Geron leptocerus
Geron leptocerus är en tvåvingeart som beskrevs av Mario Bezzi 1921. Geron leptocerus ingår i släktet Geron och familjen svävflugor. Inga underarter finns listade i Catalogue of Life.